# Montherlant
Montherlant è un comune francese soppresso e frazione del dipartimento dell'Oise della regione dell'Alta Francia. Dal 1º gennaio 2015 si è fuso con il comune di Saint-Crépin-Ibouvillers.

## Società

### Evoluzione demografica
Abitanti censiti